# 34-я стрелковая дивизия
34-я стрелковая дивизия — войсковое соединение Вооружённых Сил СССР во Второй мировой войне.

## История
Сформирована приказами войскам Приволжского ВО № 749/98 от 14.09.1925 и № 770/101 от 22.09.1923 в качестве территориальной стрелковой дивизии (штаб — Самара). С 13.02.1930 именовалась 34-й Средне-Волжской стрелковой дивизией, с 10.06.1935 — 34-й Средне-Волжской им. В. В. Куйбышева стрелковой дивизией.
В марте 1934 преобразована в кадровую и переброшена из ПриВО на Дальний Восток, где включена в состав Приморской ГВ ОКДВА (28.06-31.08.1938 и с 21.06.1940 — Дальневосточный фронт). На 22.06.1941 входила в состав 18-го стрелкового корпуса 15-й армии (в июле 1941 управление корпуса было расформировано).
В период Великой Отечественной войны оставалась в составе 15-й армии Дальневосточного фронта и в действующую армию не направлялась.
В период Советско-японской войны 9.08-2.09.1945 дивизия вместе с другими соединениями 15-й армии 2-го Дальневосточного фронта участвовала в Сунгарийской наступательной операции.

## Полное название
34-я стрелковая Средне-Волжская Краснознамённая дивизия имени В. В. Куйбышева

## Подчинение
- Особая Краснознамённая Дальневосточная армия — с марта 1934 до 17.05.1935
- Дальневосточный военный округ — с 17.05 по 02.06.1935
- Особая Краснознамённая Дальневосточная армия — с 02.06.1935 до 28.06.1938
- 20-й стрелковый корпус (21.06.1940 развёрнут в 15-ю армию)
- Дальневосточный фронт, 15-я армия, 18-й стрелковый корпус — c 21.06.1940 года.
- Дальневосточный фронт, 15-я армия — c июля 1941 года.
- 2-й Дальневосточный фронт, 15-я армия, 5-й стрелковый корпус — с августа 1945 года.

## Состав
- 83-й стрелковый полк
- 134-й стрелковый Сызранский дважды Краснознамённый полк
- 327-й стрелковый ордена Красной Звезды полк
- 63-й артиллерийский полк
- 75-й отдельный истребительно-противотанковый дивизион
- 478-й отдельный самоходно-артиллерийский дивизион
- 7-я отдельная разведывательная рота
- 59-й отдельный сапёрный батальон
- 89-й отдельный батальон связи (94-я отдельная рота связи)
- 12-й (618-й) медико-санитарный батальон
- 14-я отдельная рота химический защиты
- 9-я ремонтно-восстановительная рота
- 58-я (440-я) автотранспортная рота
- 102-я полевая хлебопекарня
- 32-й подвижный полевой госпиталь
- 217-й дивизионный ветеринарный лазарет
- 62-я дивизионная артиллерийская мастерская
- 69-я полевая почтовая станция
- 265-я полевая касса Госбанка

Перечень № 5 Стрелковых, горнострелковых, мотострелковых и моторизованных дивизий, входивших в состав действующей армии в годы Великой Отечественной войны 1941—1945 гг. / А. П. Покровский. — М.: Министерство обороны, 1956. — 218 с.

## Командование

### Командиры
- Спильниченко, Семён Аввакумович (1925—1926);
- Хозин, Михаил Семёнович (26.10.1926 — 01.01.1932);
- Баранович, Ефим Викентьевич (01.01.1932 — хх.10.1932);
- Рохи, Вильям Юрьевич (? — 2.07.1937), комдив
- Заикин, Иван Васильевич (??.08.1937 — 23.07.1938), полковник, комбриг;
- Гнечко, Алексей Романович (с июля по сентябрь 1938), полковник, врид
- Прилепский, Алексей Иванович (26.03.1941 — 07.02.1942), полковник;
- Кичаев, Николай Алексеевич (08.02.1942 — 27.04.1943), генерал-майор;
- Ветвицкий, Игнат Андреевич (28.04.1943 — 14.12.1943), полковник;
- Коломиец, Стефан Владимирович (15.12.1943 — 16.07.1945), полковник, генерал-майор;
- Демин, Павел Петрович (21.07.1945 — ??.03.1947), генерал-майор;

### Заместители командира
- Аббакумов, Сергей Григорьевич (??.01.1946 — ??.07.1947), полковник

## Награды и наименования
- 13 февраля 1930 года — присвоено наименование «Средне-Волжская»
- 10 июня 1935 года — присвоено имя В. В. Куйбышева
- 14 сентября 1945 года — Орден Красного Знамени  — награждена указом Президиума Верховного Совета СССР от 14 сентября 1945 года за образцовое выполнение заданий командования в боях против японских войск на Дальнем Востоке при форсировании рек Амур и Уссури, овладении городами Цзямусы, Мэр-гэнь, Бэйаньчжэнь, южной половиной острова Сахалин, а также островами Сюмусю и Парамушир из группы Курильских островов и проявленные при этом доблесть и мужество[1].

Награды частей дивизии:
- 134-й стрелковый Сызранский дважды Краснознамённый[2](2-й орден Красного Знамени присвоен[3]) полк
- 327-й стрелковый ордена Красной Звезды[2][3] полк
- 63-й артиллерийский ордена Красной Звезды[2][3] полк

## Боевой путь
Боевой путь описан на основании оперсводок, шифрограмм, боевых приказов, боевых донесений в журнале боевых действий 34 сд, месячного доклада штаба артиллерии 34 сд, описания УР, УС и ОП находящихся на пути продвижения 34 сд.
С 9 по 11 августа 1945 г. 34 сд форсировала р. Амур и продвигалась по маршруту: Лобей — Фынхуаньчжень (Яндахе) — Синшаньчжень — Хаолиган — Лянцзянкоу — Танюань — Танхе — Мулань (по дороге проходящей в 100—120 км от левого берега Сунгари).
Взяты с боем опорные пункты в Лобей и Туке, Сяошаньский узел сопротивления, Синшаньчженский узел сопротивления.
15 августа передовой отряд 34 сд подошёл к Лянцзянкоу, где противник численностью свыше 200 человек под прикрытием бронепоезда провёл несколько контратак. В проведённой операции заслуживает внимание бой артиллерийских подразделений с пехотой: 2-й дивизион 63 ап с одной батареей 75 оиптд быстро развернулись вблизи железной дороги для ведения огня с открытых позиций, но они имели недостаточное пехотное прикрытие — всего два взвода автоматчиков против наступающих двух рот противника. Стрелковые подразделения отстали. Это обстоятельство потребовало восполнить недостаток пехоты за счёт номеров орудийных и других специальностей. Командиру 2-го дивизиона у орудий пришлось оставить по два номера расчёта, а остальных с оружием отправить в цепь автоматчиков. Огонь артиллерия вела, находясь в непосредственном соприкосновении с противником, и даже одно наше орудие несколько раз переходило из рук в руки. В этом бою отличился личный состав дивизиона, показавший хорошую огневую и стрелковую подготовку, особенно батарея лейтенанта Шварц и орудия ст. сержантов Логинова и Шилихина. Выдвинутые вперёд номера расчётов с винтовками и автоматами совместно с автоматчиками при поддержке огня орудий успешно отразили атаку противника, где он потерял 42 человека убитыми и разбитый бронепоезд и поспешно отошёл за мост, который был им взорван.
14.08.45 г. корабли 1-й бригады взяли на борт 349 сп и сводный отряд 83 сп 34 сд и 15 августа в 10.00 высадили десант в с. Сусутунь (40 км севернее г. Цзямусы).
17.08.1945 г. Дивизия с частями усиления совершала марш по маршруту Лобей — Фынхуаньчжань — Синшаньчжень — Хаолиган — Лянцзянкоу — Танюань. В течение дня противник никаких действий не проявлял. Состояние дорог труднопроходимые, большая часть мостов подпилена или разрушена вследствие чего затруднено движение частей усиления и тылов дивизии.
При отходе японских войск группы разрушения и минирования разрушали мосты с целью затруднить наступление наших частей, которые уничтожая мелкие группы противника по 15 — 50 человек, 18.08.45 г. овладели г. Танюань.
Дивизия с частями усиления в течение 20.08.45 г. совершала марш по маршруту: Синшаньчжень — Хаолиган — Лянцзянкоу — Танюань — Тунхэ — Мулань. Состояние мостов и дорог на участке Хаолиган — Лянцзянкоу — Инланьчжень трудно проходимые, мосты разрушены.
21.08.1945 г. Части дивизии совершали марш по маршруту: Чжулян-Инланьчжень-Тунхэ. Дороги труднопроходимые. Мосты разрушены, а остальнве мосты по грузоподъёмности техники не выдерживают. Строятся переправы из подручных средств.
25.08.45 г. по 28.08.45 г. части дивизии возвращались по обратному маршруту.
Дивизия в течение 30.08.45 г. — 13.09.45 г. сосредотачивалась в районе Сяошань и производила переправу через р. Амур. Закончив переправу основными силами совершала марш в довоенный район сосредоточения.

## Ревизия Мехлиса
В сентябре 1938 года Лев Мехлис ревизовал части 2-й армии и 34-ю дивизию:

В составе 34 ап (34 сд) имеется третий дивизион, расквартированный Куколево. Весь дивизион в полном составе состоит из грузин. Русских дивизионе нет, команда на занятиях отдается на родном языке, полит. занятия тоже ведутся на грузинском, изучение русского языка не организовано, дивизион именуется грузинским и является национальным соединением, входящим в состав 34 ап. Решения ЦК ВКП(б) о ликвидации национальных частей здесь не знают и оно не проведено в жизнь.